# Percy Butler
Percy Butler III (Plaquemine, 29 maggio 2000) è un giocatore di football americano statunitense che milita nel ruolo di safety per i Washington Commanders della National Football League (NFL).

## Carriera

### Washington Commanders
Al college Butler giocò a football all'Università della Louisiana. Fu scelto nel corso del quarto giro (113º assoluto) del Draft NFL 2022 dai Washington Commanders. Debuttò come professionista subentrando nella gara del primo turno contro i Jacksonville Jaguars mettendo a segno un tackle. La sua stagione da rookie si concluse con 11 placcaggi, un passaggio deviato e un fumble recuperato in 15 presenze, nessuna delle quali come titolare.